# ترافيس دينير
ترافيس دينير (بالإيطالية: Travis Diener)‏ مواليد 1 مارس 1982 في فوند دو لاك، هو لاعب كرة سلة إيطالي معتزل بدأ مسيرته الاحترافية في سنة 2005 حيث تم اختياره من قبل فريق أورلاندو ماجيك خلال الدرافت. يبلغ طوله 6 قدم 1 بوصة (1.9 م). اعتزل اللعب في 2014.

## فرق لعب لها
- أورلاندو ماجيك
- إنديانا بايسرز
- بورتلاند ترايل بلايزرز
- دينامو باسكت ساساري

## إحصائيات المسيرة

### الموسم الاعتيادي
| السنة   | الفريق                 | لعب | بدأ | دقيقة | ميداني% | ثلاثية | حرة  | ارتداد | صنع | استلاب | تصدي | نقطة |
| ------- | ---------------------- | --- | --- | ----- | ------- | ------ | ---- | ------ | --- | ------ | ---- | ---- |
| 2005–06 | أورلاندو ماجيك         | 23  | 0   | 10.7  | .420    | .439   | .833 | .9     | .7  | .3     | .0   | 3.8  |
| 2006–07 | أورلاندو ماجيك         | 26  | 0   | 11.1  | .425    | .360   | .800 | .7     | 1.3 | .2     | .0   | 3.8  |
| 2007–08 | إنديانا بايسرز         | 66  | 21  | 20.5  | .370    | .318   | .901 | 1.7    | 3.8 | .5     | .1   | 6.9  |
| 2008–09 | إنديانا بايسرز         | 55  | 0   | 13.1  | .413    | .390   | .800 | 1.6    | 2.2 | .5     | .1   | 3.7  |
| 2009–10 | إنديانا بايسرز         | 4   | 0   | 6.3   | .167    | .200   | .000 | .5     | 1.0 | .8     | .0   | .8   |
| 2009–10 | بورتلاند ترايل بلايزرز | 5   | 0   | 5.2   | .250    | .200   | .500 | .2     | .8  | .2     | .0   | .6   |
| المسيرة |                        | 179 | 21  | 14.9  | .388    | .353   | .847 | 1.4    | 2.4 | .4     | .1   | 4.8  |

### التصفيات
| السنة   | الفريق                 | لعب | بدأ | دقيقة | ميداني% | ثلاثية | حرة  | ارتداد | صنع | استلاب | تصدي | نقطة |
| ------- | ---------------------- | --- | --- | ----- | ------- | ------ | ---- | ------ | --- | ------ | ---- | ---- |
| 2010    | بورتلاند ترايل بلايزرز | 2   | 0   | 3.5   | .000    | .000   | .000 | .0     | 1.0 | .0     | .0   | .0   |
| المسيرة |                        | 2   | 0   | 3.5   | .000    | .000   | .000 | .0     | 1.0 | .0     | .0   | .0   |

## روابط خارجية
- ترافيس دينير على موقع الاتحاد الدولي لكرة السلة (الإنجليزية)
- ترافيس دينير على موقع الدوري الأوروبي لكرة السلة (الإنجليزية)
- ترافيس دينير على موقع إن بي أي (الإنجليزية)
- ترافيس دينير على موقع سبورتس رفرنس (الإنجليزية)
- ترافيس دينير على موقع كرة السلة الأوروبية.كوم (الإنجليزية)
- ترافيس دينير على موقع كلية كرة السلة في سبورتس رفرنس.كوم (الإنجليزية)
- ترافيس دينير على موقع ريلجم (الإنجليزية)
- ترافيس دينير على موقع بروبوليرز (الإنجليزية)
- ترافيس دينير على موقع سبورتس رفرنس (الإنجليزية)